# Max Grodénchik
Max Grodénchik est un acteur américain né le 12 novembre 1952, dans le Queens à New York.

## Filmographie
- 1989 : Génération Pub, saison 2-épisode 12
- 1991 : Barton Fink, de Joel et Ethan Coen
- 1991 : Rocketeer, de Joe Johnston
- 1992 : Guerres privées, saison 1-épisode 11
- 1992 : Star Trek : La Nouvelle Génération, saison 3- épisode 19 et saison 5-épisode 21
- 1992 : Sister Act, de Emile Ardolino
- 1993 : Soleil levant, de Philip Kaufman
- 1994 : Les Contes de la crypte, saison 6-épisode 6
- 1995 : Rumpelstiltskin (en)
- 1995 : Apollo 13, de Ron Howard
- 1996 : Sliders : Les Mondes parallèles, saison 3-épisode 7
- 1993-1998 : Star Trek: Deep Space Nine : Rom
- 2000 : Les Aventures de Rocky & Bullwinkle, de Des McAnuff
- 2003 : Bruce tout-puissant, de Tom Shadyac
- 2004 : Preuve à l'appui, saison 3-épisode 11
- 2004 : Six Feet Under, saison 4-épisode 3
- 2007 : King of California, de Mike Cahill
- 2007 : Les Arnaqueurs VIP, saison 4-épisode 6
- 2011 : Les Experts, saison 11-épisode 21

## Anecdote
Avant de s'orienter vers la comédie, il fut un joueur de base-ball semi-pro au lycée. Quelques années plus tard, le personnage qu'il interprète dans Star Trek étant un piètre joueur de base-ball, Max dut jouer de sa mauvaise main pour donner une crédibilité à son personnage.